# Leptocentrus taxilensis
Leptocentrus taxilensis är en insektsart som beskrevs av S. Ahmad och Mohammad 1993. Leptocentrus taxilensis ingår i släktet Leptocentrus och familjen hornstritar. Inga underarter finns listade i Catalogue of Life.